# 黑龙江省官银号
黑龙江省官银号是清末民初黑龙江省官方银行机构。

## 历史
1904年，为抵制羌帖、挽回利权，黑龙江将军程德全创办官方金融机构——黑龙江广信公司，发行官帖，为可兑换纸币，2吊200文兑1银圆。但由于无准备滥发官帖，到1906年10月发行额已达900多万吊。到1908年，发行额更达1300余万吊。此时官帖已不能兑现现银，市价6吊兑换1银圆。经黑龙江巡抚周树模陈请东三省总督兼管三省将军事务徐世昌批准设立“奉天官银号黑龙江分号”，1908年5月26日在省城卜魁（齐齐哈尔）南街万增胡同开业，委任留奉补用知县刘德全为总办，从奉天官银号领取宝银、银圆、铜元等折合银41余万两为资本，以官银分号发行大银元票面额1圆、5圆、10圆等3种，小银元票面额5角、10角、50角、100角等4种，以及铜元券面额10枚、20枚、30枚、50枚、100枚、200枚等6种。
1910年十二月，清政府度支部发给通字第563号部照，要求黑龙江官银分号与奉天官银号脱离主从关系，改称黑龙江官银号。发行1角、2角、5角、10角、50角
100角小银元票，1圆、5圆、10圆大银元票。
1910年十二月，为整顿金融，黑龙江行政会议厅决议，公布《整顿币值试办简章十二条》，黑龙江钱帖、铜元票一律停止发行，按小银元票一元合三吊八百四十文制钱，合铜元一百二十枚，折合江平银六钱二分。
1918年净亏银85万余两。1919年因奉天省禁止黑龙江纸币流通，借款小洋110余万元收兑，到期无力偿还。1919年12月27日，黑龙江督军孙烈臣批准黑龙江官银号并入黑龙江广信公司，从1920年1月1日施行。发行了官帖、汇兑券、四厘债券、江大洋券、哈大洋券等多种纸币。1930年1月1日，黑龙江广信公司改为广信官银号。1930年9月1日更名为黑龙江省官银号。
九一八事变后，1932年7月1日正式并入满洲中央银行。